# Яковлево (Кольчугинский район)
Яковлево — деревня в Кольчугинском районе Владимирской области России, входит в состав Раздольевского сельского поселения.

## География
Деревня расположена в 28 км на запад от центра поселения посёлка Раздолье и в 20 км на юго-запад от райцентра города Кольчугино.

## История
В конце XIX — начале XX века деревня входила в состав Коробовщинской волости Покровского уезда, с 1925 года — в составе Киржачской волости Александровского уезда. В 1859 году в деревне числилось 64 двора, в 1905 году — 77 дворов, в 1926 году — 81 двор.
С 1929 года деревня входила в состав Коробовщинского сельсовета Кольчугинского района, с 1979 года — в составе Белореченского сельсовета, с 1984 года — в составе Раздольевского сельсовета, с 2005 года — в составе Раздольевского сельского поселения.
По данным на 1895 год, в деревне ежегодно проводилось 2 однодневные ярмарки: 2-го июля и в троицын день — Троицкая ярмарка. Товары доставляемые на ярмарку: мука, крупа, соль, постное масло, мёд, мясо, деревянная посуда, железные изделия, сукно, ситец и прочее. Доход торговцев за ярмарочный день 1-й ярмарки — около 200 рублей, Троицкой — около 500.

## Население
| 1859 | 1905 | 1926 | 2002 | 2010 | 2021 |
| ---- | ---- | ---- | ---- | ---- | ---- |
| 323  | ↗437 | ↘365 | ↘5   | ↘4   | ↗6   |